# Ghiyath al-Din Khan
Ghiyath al-Din Khan fou kan de l'Horda d'Or. Era fill de Xadibeg o de Taix Timur segons les fonts.
El 1419 en les lluites entre Ulugh Muhammad Khan i Dervix Khan (i breument Sayyid Ahmad I) es va apoderar de Crimea. El juliol de 1420 Ghiyath al-Din Khan, va atacar Sarai que estava mal defensada i el mateix Ulugh Muhammad no estava preparat per l'atac; la ciutat fou assetjada però Ulugh va aconseguir reagrupar la seva gent (agost) i va poder trencar el setge i fugir a l'est, on va romandre uns dos anys. Ghiyath al-Din Khan va ocupar Sarai i es va proclamar kan. El 1422 Burrak Khan va atacar l'Horda d'Or però fou rebutjat; Ulugh Muhammad va aprofitar el moment i va retornar, però en un nou atac el 1423 Burrak va derrotar a Ulugh i a Ghiyath al-Din i va assolir el poder.
A Crimea va agafar el relleu Dewletberdi (possible germà de Ghiyath al-Din Khan i fill de Taix Timur i Ulugh va fugir a Lituània demanant ajut a Vitautes el Gran. Burrak Khan de l'Horda Blava va assolir el tron fins al 1427.